# トプハーネ協定
トプハーネ協定（トプハーネきょうてい、英語: Tophane Agreement）は、1886年4月5日、イスタンブルで開催された大使会議において、ブルガリア公国とオスマン帝国の間で締結された条約。
条約の名前は締結地のトプハーネからとられたものである。

## 概要
オスマン帝国の大宰相メフメト・キャミール・パシャ、ブルガリア外相イリヤ・ツァーノフ、および列強の大使の間で締結されたこの条約ではブルガリア公（当時はアレクサンダル1世）がオスマン帝国の東ルメリ自治州の総督を兼任することが承認された。これにより、1885年9月18日に実質的に果たされたブルガリアの統一は名目上にも承認された。

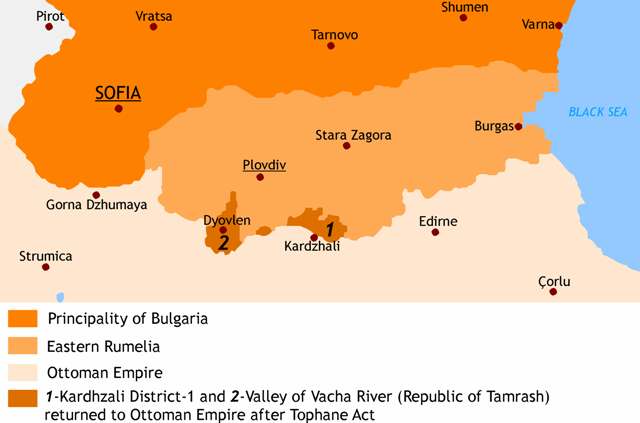
トプハーネ協定によりブルガリアがオスマン帝国に割譲した領土。

オスマン帝国は補償としてクルジャリ一帯とタムラシュ共和国の合計1,640平方キロメートルの領土を受け取り、統一ブルガリアの面積は94,345平方キロメートルとなった。ブルガリアは後に1912年から1913年までの第一次バルカン戦争でこれらの領土を奪還した。